# Liga Nacional de Baloncesto Profesional de México 2004
La Temporada 2004 de la LNBP fue la quinta edición de la Liga Nacional de Baloncesto Profesional de México. En esta edición se aumentó a 20 los equipos que tomaron parte en el circuito con la inclusión de 3 nuevos clubes que fueron: Barreteros de Zacatecas, Coras de Tepic y los Lobos Plateados de la BUAP; así como el retorno a la liga de los Correcaminos UAT Tampico, las Garzas de Plata de la UAEH y los Lechugueros de León. Sin embargo, los Dorados de Chihuahua y los Zorros de la UMSNH salieron del circuito. Esta edición se jugó en formato de temporada regular de 400 partidos (40 juegos por cada uno de los 20 equipos).
Cabe destacar, que en este torneo debido a la cantidad de equipos y a las distancias entre las sedes, la LNBP por primera vez se dividió en dos zonas: Zona Norte y Zona Sur.
Por otro lado, se jugó por primera vez la Copa Independencia, que fue un torneo que se creó para premiar a los mejores equipos de la primera mitad de la temporada, y que aparte sirvió como pretemporada para todos los equipos de la liga.

## Campeón de Liga
El Campeonato de la LNBP lo obtuvieron los Santos Reales de San Luis, los cuales derrotaron en la Serie Final a los Halcones UV Xalapa por 4 juegos a 2, coronándose el equipo potosino en calidad de visitante en el propio Gimnasio de la USBI de Xalapa, Veracruz.

## Campeón Copa Independencia
La primera edición de la Copa Independencia fue ganada por los Lobos de la U.A. de C., al derrotar a los Lechugueros de León en el Gimnasio "Hermanos Carreón" de Aguascalientes, Aguascalientes.

## Equipos participantes
| Zona Norte                 | Zona Norte                       |
| Equipo                     | Sede                             |
| -------------------------- | -------------------------------- |
| Algodoneros de la Comarca  | Torreón, Coahuila                |
| Barreteros de Zacatecas    | Zacatecas, Zacatecas             |
| Correcaminos UAT Matamoros | Matamoros, Tamaulipas            |
| Correcaminos UAT Tampico   | Tampico, Tamaulipas              |
| Correcaminos UAT Victoria  | Ciudad Victoria, Tamaulipas      |
| Fuerza Regia de Monterrey  | Monterrey, Nuevo León            |
| Gambusinos de Fresnillo    | Fresnillo, Zacatecas             |
| Leñadores de Durango       | Durango, Durango                 |
| Lobos de la U.A. de C.     | Saltillo, Coahuila               |
| Santos Reales de San Luis  | San Luis Potosí, San Luis Potosí |

| Zona Sur                      | Zona Sur                       |
| Equipo                        | Sede                           |
| ----------------------------- | ------------------------------ |
| Cometas de Querétaro          | Querétaro, Querétaro           |
| Coras de Tepic                | Tepic, Nayarit                 |
| Garzas de Plata de la UAEH    | Pachuca, Hidalgo               |
| Halcones UV Xalapa            | Xalapa, Veracruz               |
| Lechugueros de León           | León, Guanajuato               |
| Lobos Plateados de la BUAP    | Puebla, Puebla                 |
| Ola Roja del Distrito Federal | México, D. F.                  |
| Panteras de Aguascalientes    | Aguascalientes, Aguascalientes |
| Tecolotes de la UAG           | Guadalajara, Jalisco           |
| Tuberos de Colima             | Colima, Colima                 |